# Первитіно (Старицький район)
Первитіно (рос. Первитино) — присілок в Старицькому районі Тверської області Російської Федерації.
Населення становить 0 осіб. Входить до складу муніципального утворення Степуринське сільське поселення.

## Історія
Від 2005 року входить до складу муніципального утворення Степуринське сільське поселення. Раніше населений пункт належав до Романовського сільського округу.

## Населення
| 1859 | 2002 | 2008 | 2010 |
| ---- | ---- | ---- | ---- |
| 61   | ↘3   | ↘1   | ↘0   |